# Lyctus hipposideros
Lyctus hipposideros är en skalbaggsart som beskrevs av Pierre Lesne 1908. Lyctus hipposideros ingår i släktet Lyctus och familjen kapuschongbaggar. Inga underarter finns listade i Catalogue of Life.

## Bildgalleri

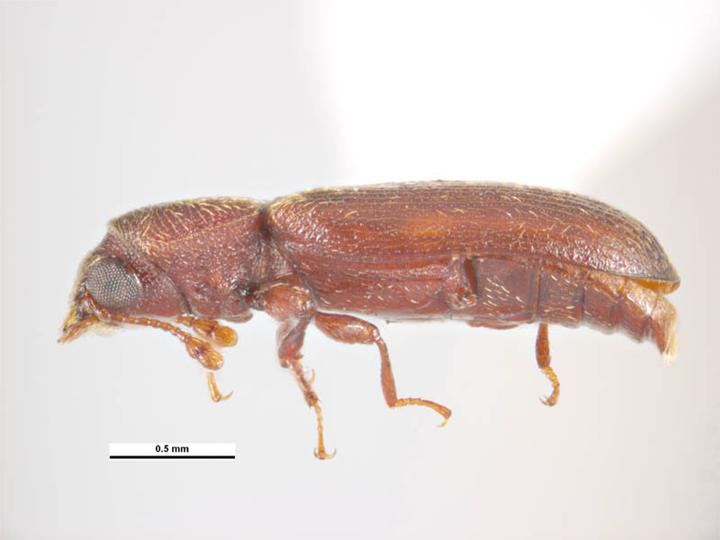